# Индексовци
Индексовци су Бранислав Петрушевић - Петрући и Слободан Бићанин - Бићко, некадашњи чланови "Индексовог радио позоришта", којима се придружио Марко Стојановић - Маркос.
Њихова прва представа, „Избори - јер сте ви то тражили“, премијерно је приказана 12. новембра 2003. године. Играна је тачно 100 пута, и имала је преко 85.000 гледалаца. Њихов број се додатно повећао када је снимак премијере објављен на ДВД-у и ВХС касети. Ова издања су тада била бестселери, а и данас су веома тражена.
Нова представа „Анкетни обор“ имала је премијеру 21. марта 2005. године. Индексовце је до сада гледало преко 100.000 људи.